# 大澤映二
大澤 映二（おおさわ えいじ、1935年 （昭和10年）6月9日 - ）は日本の化学者。株式会社ナノ炭素研究所取締役社長。1970年にフラーレン分子の存在を予想したことで知られる。

## 経歴
富山県出身。1960年に京都大学大学院工学研究科修士課程を修了後、帝国人造絹糸株式会社に入社する。1964年に京都大学に戻り、吉田教授の下、工学博士号を得る。
その後ウィスコンシン大学、プリンストン大学、ニューヨーク州立大学ストーニブルック校で3年間のポスドク後、1970年に北海道大学理学部化学第二学科の助教授に就任。1991年豊橋技術科学大学工学部知識情報工学系教授、2001年定年退職。同年に有限会社ナノ炭素研究所を設立。その後株式会社ナノ炭素研究所となり現在同社取締役社長。